# Robert Taylor (football, 1994)
Pour les articles homonymes, voir Taylor et Robert Taylor (homonymie).
Robert Taylor né le 21 octobre 1994 à Kuopio en Finlande, est un footballeur international finlandais. Il joue au poste d'ailier gauche ou de milieu offensif à l'Inter Miami en MLS.

## Biographie
Son père est anglais.

### Débuts professionnels
Né à Kuopio en Finlande, Robert Taylor est notamment formé par le club du JJK avant de prendre la direction de l'Angleterre.
Arrivé au JJK en 2013, Robert Taylor découvre la Veikkausliiga, l'élite du football finlandais, lors de sa première saison mais il évolue par la suite en deuxième division.
Il retrouve la première division avec le RoPS Rovaniemi, qu'il rejoint en janvier 2016.
En juillet 2017, il rejoint le club suédois de l'AIK Solna. Il joue son premier match lors d'une rencontre de championnat le 30 juillet 2017 contre le Kalmar FF. Il est titularisé puis remplacé par Johan Blomberg lors de cette rencontre perdue par son équipe (0-1).

### Tromsø IL
En mars 2018, Robert Taylor est prêté par l'AIK au club norvégien du Tromsø IL. Il joue son premier match pour son nouveau club le 2 avril 2018, lors d'une rencontre de championnat face au Molde FK. Il est titulaire et se distingue en inscrivant également son premier but, son équipe s'incline toutefois sur le score de deux buts à un ce jour-là.
Le 31 août 2018, Robert Taylor est transféré définitivement au Tromsø IL.

### SK Brann
Le 20 janvier 2020, Robert Taylor s'engage avec le SK Brann, signant un contrat courant jusqu'en 2022. Il joue son premier match sous ses nouvelles couleurs le 17 juin 2020, lors de la première journée de la saison 2020 face au FK Haugesund. Titulaire au poste d'ailier gauche ce jour-là, Taylor se fait remarquer en ouvrant le score, inscrivant ainsi son premier but pour le SK Brann, qui remporte cette partie sur le score de deux buts à un.

### Inter Miami CF
Le 11 février 2022, Robert Taylor s'engage en faveur de l'Inter Miami en Major League Soccer avec un contrat de deux ans. 
Il joue son premier match pour l'Inter Miami le 27 février 2022, lors de la première journée de la saison 2022 de MLS contre le Fire de Chicago. Il entre en jeu et les deux équipes se neutralisent (0-0 score final).
Le 20 septembre 2023, Taylor se fait remarquer en réalisant son premier doublé en MLS, face au Toronto FC. Entré en jeu à la place de Lionel Messi, sorti sur blessure, l'ailier finlandais participe à la victoire de son équipe par quatre buts à zéro,.
Il est aujourd'hui le meilleur passeur décisif du club avec 17 passes décisives.
Taylor est buteur en ouverture de la saison 2024 de MLS le 22 février 2024 face au Real Salt Lake. Titulaire, il ouvre le score et contribue à la victoire de son équipe par deux buts à zéro.

### En équipe nationale
Le 9 janvier 2017, Robert Taylor honore sa première sélection avec l'équipe nationale de Finlande, lors d'un match amical face au Maroc. Il entre en jeu à la place de Petteri Forsell lors de cette rencontre remportée par les siens (0-1).
Le 6 septembre 2020, Robert Taylor est titularisé face à l'Irlande, lors d'une rencontre de Ligue des nations. Ce jour-là il se fait remarquer en délivrant sa première passe décisive en sélection, sur le but de Fredrik Jensen, qui donne la victoire à son équipe (0-1). Le 11 octobre de la même année, il inscrit son premier but avec la Finlande en ouvrant le score lors de la victoire de son équipe face à la Bulgarie (2-0).
Il est par la suite membre des 26 joueurs sélectionnés par Markku Kanerva pour disputer l'Euro 2020, première compétition internationale officielle de l'histoire pour les Finlandais. Malheureusement pour lui, il ne dispute aucun des matchs du tournoi face au Danemark, la Russie et la Belgique. Les Finlandais sortent dès la phase de poules.

## Palmarès
Inter Miami
- Vainqueur de la Leagues Cup en 2023